# Rebelión de los prisioneros de la cárcel de Attica
La rebelión de los prisioneros de la cárcel de Attica fue un motín declarado el 9 de septiembre de 1971 en el estado de Nueva York, donde los prisioneros asumieron la dirección del centro penitenciario, tomando como rehenes a los guardianes. El hecho se produjo en el Centro Correccional de Attica y estuvo provocado por las malas condiciones allí reinantes, por el trato de los guardias y del director de la prisión y, también en parte, fomentado por los movimientos sociales y culturales que acontecían en el exterior. El desencadenante fue el maltrato al que fueron sometidos dos reclusos acusados de estar peleándose.
Varios guardas fueron hechos rehenes y los presos tomaron el control de un patio de ejercicios. Finalmente, el gobernador Nelson Rockefeller ordenó a la Guardia Nacional el asalto del penal, que se saldó con la muerte de 43 personas (33 reclusos y 10 empleados de prisiones), resultando heridas más de 80. En el año 2000 el juez Michael Telesca dictó sentencia, según la cual se debían pagar 8 millones de dólares a todos los presos que fueron sometidos a maltratos y tortura durante y después de la revuelta.